# Богданівка (Шосткинський район)
Богда́нівка — село в Україні, у Шосткинській міській громаді Шосткинського району Сумської області. Населення становить 908 осіб. Колишній орган місцевого самоврядування — Богданівська сільська рада. Село лежить за 3 км від залізничної станції Пирогівка.

## Назва
Село назване на честь гетьмана Богдана Хмельницького.

## Символіка
На гербі зображені дві булави, поверх яких знаходиться щит з гербом гетьмана Богдана Хмельницького. Символіка гетьмана присутня на гербі в зв'язку з тим, що село було так назване ще в козацькі часи. Дві булави символізують гетьмана Богдана Хмельницького на честь якого назване село і  Данила Апостола, якого намагалися вилікувати в місцевій церкві. Золотий хрест в щиті символізує місцеву стародавню церкву, від якої лишилася лише дзвіниця. Дві крокви - це дві розгорнуті книги (підручники), що ведуть нас до видатного педагога Костянтина Ушинського, який деякий час жив і працював у селі.

## Географія
Село Богданівка знаходиться на лівому березі річки Шостка, вище за течією на відстані 1,5 км розташоване село Богданка, нижче за течією на відстані 0,5 км розташоване село Пирогівка. Поруч проходять автомобільна дорога Т 2502 (Р65) і залізниця, станція Богданівка за 1 км. На схід від села розташований Богданівський лісовий заказник. 
Місцевості поблизу села: Куньє, Смольне, За Греблею, хутір Гудимівка, Глинище, Під Апанасівку, Мурашки, Бойківщина, озеро Спольне, Ассінг, За Поштою, Буйницьке болото, Памірки, Гороховщина, Лисовщина.

## Історія

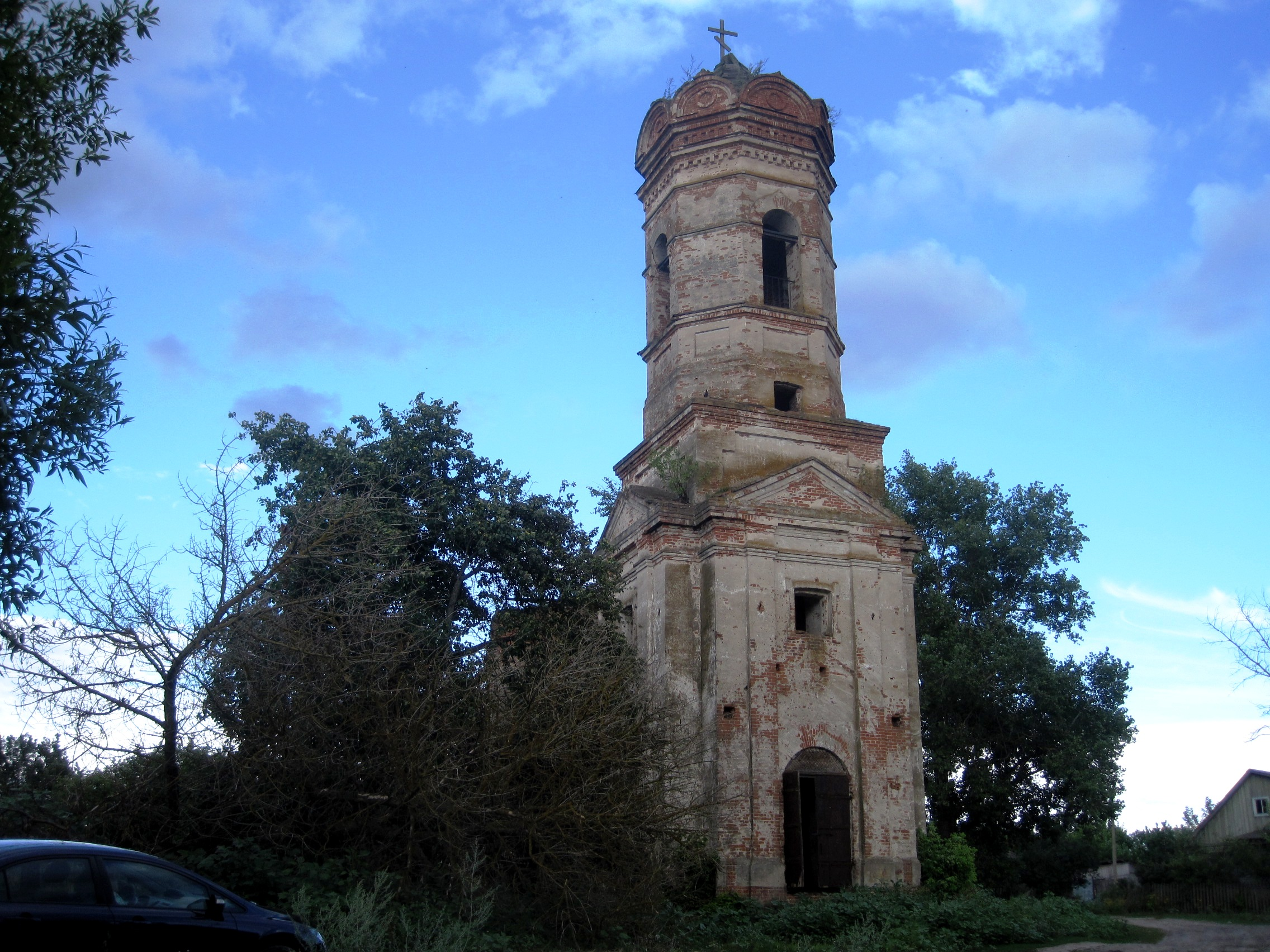
Руїни дзвіниці

Дерев’яна Різдво-Богородицька церква була збудована наприкінці 1650-х рр., по заселенню пирогівськими козаками сусідніх вільних земель уверх по річці Шостці та заснуванні ними Богданівки. Вона зображена на плані, складеному в день битви між шведами та москалями за переправу через Десну біля села Пирогівки 26 жовтня 1708 р. При церкві ще не було дзвіниці. У церкві зберігалася особливо-шанована, прославлена в межах всієї Чернігівської єпархії ікона Богоматері з Предвічним Младенцем. Богданівську ікону Богоматері згадує в своєму щоденнику генеральний підскарбій (міністр фінансів) Гетьманщини Яків Маркович (1696-1770), з тої причини, що до неї на поклоніння був привезений з Глухова у п’ятницю 31 серпня 1733 р. паралізований з весни 28 травня гетьман Данило Апостол (1654-1734).
У 1784 р. була збудована в Богданівці кам’яна Різдво-Богородицька церква. Вона позначена на триверстовій карті 1863 р. в самому центрі села Богданівка, ліворуч губернського поштового тракту зі Стародуба до Глухова, що проходив тоді через Новгород-Сіверський та Вороніж.
В 50-60 рр. ХІХ ст. в селі жив і працював видатний педагог Костянтин Ушинський. В селі створено його музей і побудований пам'ятник. 
Богданівська школа існує з 1893 року. Це була селянська хата, яку на кошти громади купили в якомусь селі, перевезли в с. Богданівку і поставили в центрі села, біля церкви. Школа була чотирикласна. У 1895 році донька видатного педагога К. Д. Ушинського – Надія Костянтинівна, збудувала для богданівських дітлахів першу справжню школу – справжній храм знань.
У 1924 р. більшовики закрили Різдво-Богородицьку церкву, зробили з неї зерновий склад, потім задіяли під клуб колгоспу «Новий світ». У 1961 р. шосткинські сапери підірвали динамітом церкву-клуб, встояла лише дзвіниця.
На північний захід від села виявлене поселення бронзової доби.

## Населення
Згідно з переписом УРСР 1989 року чисельність наявного населення села становила 1208 осіб, з яких 533 чоловіки та 675 жінок.
За переписом населення України 2001 року в селі мешкало 912 осіб.

### Мова
Розподіл населення за рідною мовою за даними перепису 2001 року:
| Мова       | Кількість | Відсоток |
| ---------- | --------- | -------- |
| українська | 863       | 95.04%   |
| російська  | 44        | 4.84%    |
| румунська  | 1         | 0.12%    |
| Усього     | 908       | 100%     |

## Об'єкти соціальної сфери
- Школа.

## Відомі особистості
В поселенні народилися:
- Великокінь Григорій Іванович (1920—1982) — радянський вояк.
- Сало Іван Васильович (1941—2017) — український фінансист, відомий практик–банкір, педагог.

## Цікаві факти
Власниками майже всієї богданівської землі на кінець ХІХ ст були жінки: Єлизавета Степанівна Ассінг, Хая-Рилва Євсеївна Брук, Степанида Іванівна Гук, Надія Семенівна Ушинська. Удова видатного педагога Костянтина Ушинського мала найменше земель, усього 8 десятин в лузі до річки Шостки з пів версти, якраз навпроти нинішніх руїн школи та занехаяного пам’ятника в Богданці. Панівне володіння землями жінками, обумовлене наявністю на богданівських землях неабиякої сили Лисої Гори в урочищі Лисовщина, по сусідству з Буйницьким болотом та високим урочищем в дубині Соколовщина біля Чорних Лоз. На Лисій горі зійшлися землі трьох повітів: Новгород-Сіверського, Глухівського та Кролевецького. Невипадково в переказах ця місцевість значиться магічною, де людина може втратити орієнтацію й заблукати.